# Дайдо
Дайдо (яп. 大同 — дайдо, «велика однаковість») — ненґо, девіз правління імператора Японії з 806 по 810 роки.

## Хронологія
- 5 рік (810) — створення імператором Саґа фінансового відомства Куродосьо.

## Порівняльна таблиця
| Роки Дайдо              | 1    | 2    | 3    | 4    | 5    |
| Григоріанський календар | 806  | 807  | 808  | 809  | 810  |
| Китайський календар     | 丙戌 | 丁亥 | 戊子 | 己丑 | 庚寅 |